# 이야 소프트
이야소프트(Eya soft)는 대한민국의 온라인 게임 개발사이자 배급사이다. 2004년 10월 이야 인터렉티브로 창립하였다. 2009년 11월 16일 이야 인터렉티브에서 이야 소프트로 사명을 개명하였다.

## 내력
서비스로 분산되어 있던 회사의 역량을 개발로 집중하기 위해 엔팡 부서를 해체하였으며, 엔팡을 통한 자사의 게임 아이리스 온라인, 루나플러스, 쟁 온라인, 에다전설의 배급 서비스를 종료하겠다고 발표하였다. 2011년 6월 1일 게이머들의 반발에 부딪혔으나, 무림외전을 제외한 이야 소프트의 모든 게임이 대한민국에서의 서비스를 모두 종료하였다. 무림외전도 동년 12월에 서비스 종료하였고 당시 개발 중이었던 엘스온라인과 딜라이트는 개발이 끝나면, 다른 업체를 통해 서비스될 예정이었다.
2011년 9월 2일 이야 소프트의 딜라이트와 라이언게임즈 간의 표절 논란이 일어났다. 같은 해 6월, 이야소프트의 사업을 총괄하던 퇴사한 윤장열 이사가 퇴사하고 같은 7월에 라이언게임즈를 설립하면서, 디지털가든 팀원 30명중 10명을 영입하여 소울워커 개발에 착수하였다. 언론으로 공개된 게임 설정과 컨셉 아트 3장이 이야소프트측에서 2009년 8월부터 개발하고 있던 딜라이트와 유사하여 윤장열이 퇴사하면서 사내 업무정보를 빼돌려 소울워커 개발에 이용한 것으로 판단하고 법적 대응을 준비하고 있다고 밝혔다. 라이언게임즈측은 "법무법인을 확인하여 문제가 없다, 같은해 11월에 게임이 공개되어 딜라이트와는 전혀 다른 것임이 밝혀질 것"이라고 대응했다.

## 게임

### 개발한 게임
- 아이리스 온라인
- 루나플러스
- 쟁 온라인
- 에다전설
- 엔젤러브 온라인
- 무림외전
- 던전히어로

### 개발 중단한 게임
- 딜라이트
- 루나펫츠
- 엘스온라인
- 오벨리스크
- 프로젝트 V